# Taskiwin
Taskiwin est une danse martiale berbère chleuh typique du Haut-Atlas occidental , au Maroc. Elle a été inscrite sur la liste du patrimoine immatériel nécessitant une sauvegarde urgente en décembre 2017. Son nom provient de la corne portée par chaque danseur.
La danse est le moyen d’expression le plus fort qui puisse exister. C’est un lien qui unie l’ensemble des traditions du monde et ce depuis la nuit des temps. Qu’elle soit nuptiale ou martiale, la danse transmet, anime, enrichie et égaye tous ceux qui la partagent.
Cette tradition représente un pilier du patrimoine culturel du Maroc. D’une région à une autre, chaque tribu berbère à ses propres codes et célèbre sa tradition à travers des danses qui prennent forme en groupe d’homme et/ou de femmes selon la nature de la célébration. L’une d’entre elles a été reconnue par l’UNESCO comme patrimoine culturel immatériel, titre qui lui permet de recevoir toute l’attention nécessaire à sa sauvegarde.

## Étymologie
Taskiwin vient du mot tachelhit "Iskiwen" qui veut dire les cornes ,la corne richement décorée et portée par chaque danseur. Elle consiste à faire vibrer les épaules des danseurs au rythme des tambourins et des flutes.

## Histoire
Cette dance populaire remonterait au temps du Maroc almoravide.

## Danse
La danse de Taskiwin consiste à faire bouger les épaules des danseurs au rythme de la musique des tambourins et des flutes. Chaque danseur porte une petite corne.